# Eupterote dissimilis
Eupterote dissimilis är en fjärilsart som beskrevs av Moore 1884. Eupterote dissimilis ingår i släktet Eupterote och familjen Eupterotidae. Inga underarter finns listade i Catalogue of Life.